# Vicki Richter
Vicki Richter (San Francisco, 1º giugno 1977) è un'ex attrice pornografica e modella statunitense.

## Premi
- 2005: AVN Award for Trans-sexual Performer of the Year[1]
- 2006: nomination all'AVN Award per interpreti transessuali dell'anno[2]
- Nomination all'AVN Award 2009 per interprete transessuale dell'anno[3]
- 2009: The Tranny Awards Vincitore del miglior attore transessuale[4]